# تروتنو
۵۰°۳۳′۳۸″ شمالی ۱۵°۵۴′۴۷″ شرقی / ۵۰٫۵۶۰۵۶°شمالی ۱۵٫۹۱۳۰۶°شرقی
تْروتنُو (به چکی: Trutnov) شهری در منطقه هرادتس کرالووه کشور جمهوری چک است که جمعیت آن در سال ۲۰۰۷ میلادی ۳۱٫۱۰۹ نفر بوده‌است.